# Acolasis oba
Coenipeta oba là một loài bướm đêm trong họ Erebidae.